# Coppa delle Coppe 1967-1968 (pallacanestro maschile)
La Coppa delle Coppe 1967-1968 di pallacanestro maschile è stata la seconda edizione organizzata dalla FIBA Europe. Vi erano ammesse tutte le squadre europee vincitrici della coppa nazionale.
Non essendo ancora iniziata la Coppa Italia, la FIP presentò come rappresentativa locale l'Ignis Varese, seconda classificata nel campionato 1966-67 e campione in carica della Coppa delle Coppe, e l'All'Onestà Milano, terza nel campionato precedente.
La finale si disputò allo Stadio Panatinaiko di Atene il 4 aprile 1968 tra l'AEK Atene (che aveva eliminato l'Ignis in semifinale) e lo Slavia Praga. Alla partita erano presenti 80.000 spettatori: è un record tuttora ineguagliato nella pallacanestro. L'incontro fu vinto dalla squadra greca per 89-82.

## Risultati

### Primo turno
| Squadra 1          | Totale    | Squadra 2                 | Andata | Ritorno |
| ------------------ | --------- | ------------------------- | ------ | ------- |
| Landlust Amsterdam | 130 - 147 | ASVEL                     | 69-70  | 61-77   |
| Académica          | 126 - 183 | Kas                       | 61-68  | 65-115  |
| Etzella Ettelbruck | 133 - 201 | Union Firestone Ehgartner | 69-101 | 64-100  |
| Vorwärts Lipsia    | 138 - 136 | Tapion Honka              | 73-57  | 65-79   |
| Fribourg Olympic   | 122 - 185 | Wisła Cracovia            | 61-104 | 61-81   |
| Solna IF           | 120 - 140 | Osnabrück                 | 60-55  | 60-85   |
| Milano 1958        | 152 -158  | Dinamo Bucarest           | 73-64  | 79-94   |

### Ottavi di finale
| Squadra 1                 | Totale    | Squadra 2            | Andata | Ritorno |
| ------------------------- | --------- | -------------------- | ------ | ------- |
| Fenerbahçe                | 116 - 125 | ASVEL                | 68-61  | 48-64   |
| Kas                       | 147 - 157 | AEK Atene            | 82-72  | 65-85   |
| Hapoel Tel Aviv           | 122 - 134 | Royal IV Anderlecht  | 56-51  | 66-83   |
| Union Firestone Ehgartner | 133 - 173 | Spartak-Levski Sofia | 69-71  | 64-102  |
| Vorwärts Lipsia           | 142 - 131 | Wisła Cracovia       | 70-63  | 72-68   |
| Osnabrück                 | 128 - 178 | Slavia VŠ Praga      | 77-88  | 51-90   |
| Dinamo Bucarest           | 160 - 171 | AŠK Olimpija Lubiana | 100-84 | 60-87   |

Ignis Varese qualificata automaticamente ai quarti.

### Quarti di finale
| Squadra 1               | Totale    | Squadra 2            | Andata | Ritorno |
| ----------------------- | --------- | -------------------- | ------ | ------- |
| ASVEL Lyon-Villeurbanne | 139 - 143 | Ignis Varese         | 88-73  | 51-70   |
| AEK Atene               | 150 - 108 | Royal IV Anderlecht  | 76-54  | 74-54   |
| Spartak-Levski Sofia    | 140 - 156 | Vorwärts Lipsia      | 82-81  | 58-75   |
| Slavia VŠ Praga         | 165 - 146 | AŠK Olimpija Lubiana | 95-64  | 70-82   |

### Semifinali
| Squadra 1       | Totale    | Squadra 2       | Andata | Ritorno |
| --------------- | --------- | --------------- | ------ | ------- |
| Ignis Varese    | 130 - 132 | AEK Atene       | 78-60  | 52-72   |
| Vorwärts Lipsia | 133 - 156 | Slavia VŠ Praga | 57-58  | 76-98   |

### Finale
| Squadra 1 | Risultato | Squadra 2       |
| --------- | --------- | --------------- |
| AEK Atene | 89 - 82   | Slavia VŠ Praga |

| Coppa delle Coppe 1967-1968 |
| --------------------------- |
| AEK Atene 1º titolo         |

## Formazione vincitrice
| N° | Naz.              | Ruolo | Sportivo            |  | Alt. |  |
| -- | ----------------- | ----- | ------------------- |  | ---- |  |
| 5  | Grecia (bandiera) | A     | Petros Petrakis     |  |      |  |
| 6  | Grecia (bandiera) | C     | Giōrgos Trontzos    |  |      |  |
| 7  | Grecia (bandiera) | P     | Giōrgos Moschos     |  |      |  |
| 8  | Grecia (bandiera) | P     | Chrīstos Zoupas     |  |      |  |
| 9  | Grecia (bandiera) | A     | Andreas Dimitriadis |  |      |  |
| 10 | Grecia (bandiera) | A     | Giōrgos Amerikanos  |  |      |  |
| 11 | Grecia (bandiera) | A     | Nikos Nesiadis      |  |      |  |
| 12 | Grecia (bandiera) | A     | Eas Larentzakis     |  |      |  |
| 13 | Grecia (bandiera) | C     | Stelios Vasiliadis  |  |      |  |
| 14 | Grecia (bandiera) | P     | Laki Tsavas         |  |      |  |
| 15 | Grecia (bandiera) | A     | Antōnīs Chrīsteas   |  |      |  |
|    | Grecia (bandiera) | All.  | Nikos Mīlas         |  |      |  |